# 吉氏駝背脂鯉
吉氏駝背脂鯉（学名：Cyphocharax gillii），為輻鰭魚綱脂鯉目脂鯉亞目無齒脂鯉科的其中一個種，分布於南美洲巴拉圭河流域，體長可達10公分，棲息在河川、沼澤底中層水域，以藻類等為食，具有領域性，生活習性不明。